# Panrico
Panrico (PANRICO, S.A.U.) és una empresa catalana del sector de l'alimentació que va ser creada l'any 1962 per Andreu Costafreda i la família Rivera amb el nom de Panificio Rivera Costafreda SL.

## Productes destacats
Entre els seus productes estrella s'hi troben els Donuts, Donettes i Bollycao. També fan una àmplia gamma de pa de motlle i els palets Grisines. A Espanya, les marques Dònut™, Donuts™ i Doughnuts™ pertanyen a Panrico.

## Història

### Inicis i expansió
L'empresa es va fundar el 1962 amb el nom de Panificio Rivera Costafreda per la família Rivera i per Andreu Costafreda. Progressivament va llençar al mercat els seus productes estrella (Donuts, Donettes i Bollicao), fet que li va permetre una expansió internacional, fins a arribar a ser present en una vintena de països.

### Venda i posterior crisi
L'agost de 2005 la família Costafreda i Caixa d'Estalvis i Pensions de Barcelona, llavors accionistes majoritaris de l'empresa, van arribar a un acord amb un fons de capital de risc britànic (Apax) per vendre la major part de l'empresa. S'estima que es va vendre per uns 900 milions d'euros. Cinc anys després, el 2010, i arran de la forta crisi econòmica de l'estat, Apax no pot fer front als crèdits i la banca executa les garanties i es queda l'empresa.

### ERO, Vaga i acomiadaments

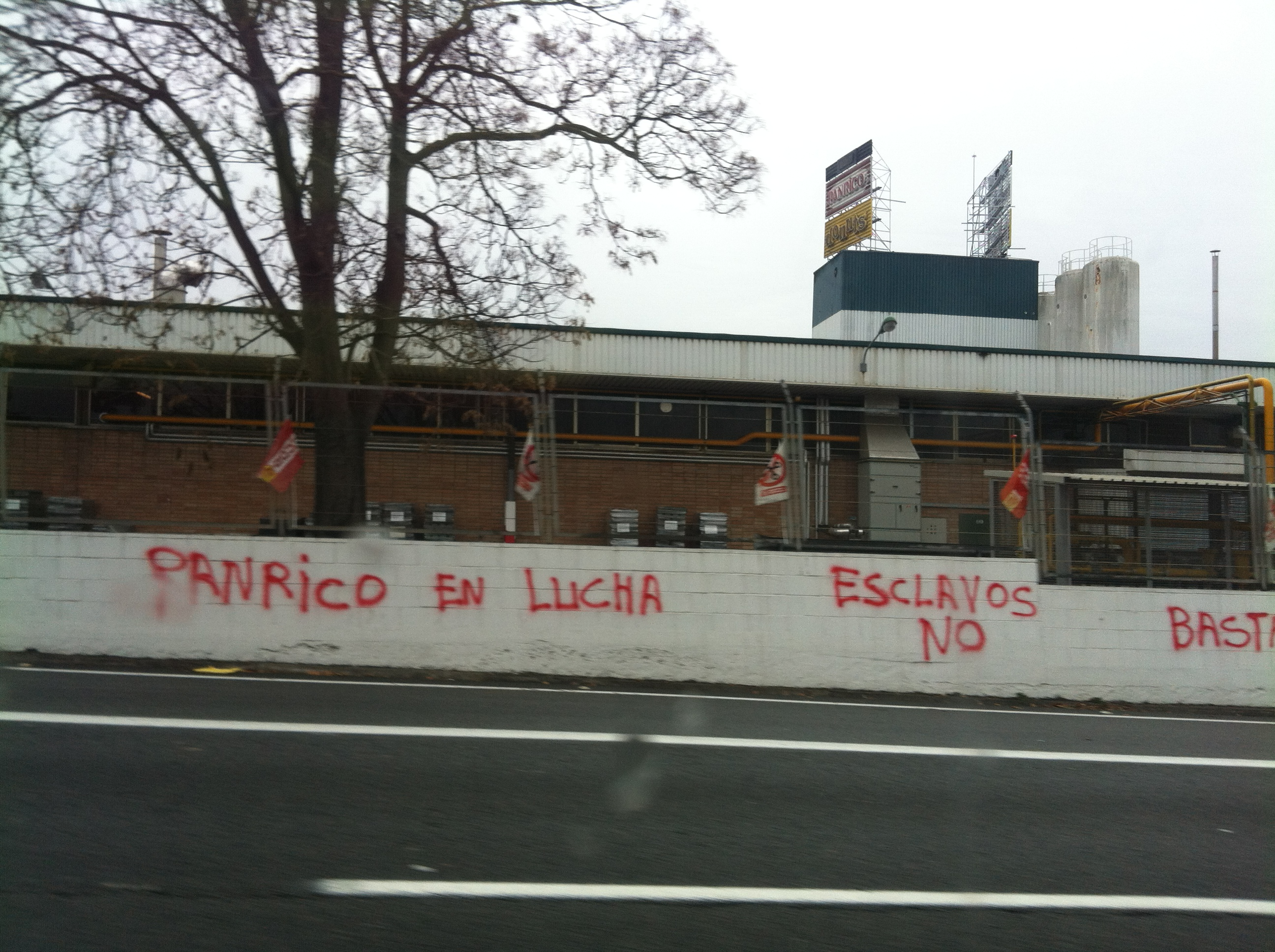
la façana de l'empresa durant la llarga reivindicació per part dels treballadors

El mes de novembre de 2011 l'empresa va anunciar que tenia intenció de tancar la fàbrica de Santa Perpètua de Mogoda, on hi treballen 400 persones.
El 2012 el fons d'inversió Oaktree Capital compra l'empresa per uns 120 milions d'euros. Poc després l'empresa va proposar un acomiadament col·lectiu el 2013 amb la voluntat de fer fora 1.750 empleats i també de fer reducció de sous, tot i afirmar l'octubre de 2013 que continuaria amb l'activitat tant a les plantes de la península com a les de les illes Canàries i Portugal. Davant d'aquests fets, els treballadors de la fàbrica de Santa Perpètua es van declarar en vaga indefinida. La resta de fàbriques de l'empresa no van secundar la vaga, i el sindicat UGT també es va desvincular de la reivindicació de la seu catalana. Un mes després, el novembre de 2013, els sindicats de la planta madrilenya van arribar a un acord amb l'empresa per fer 745 acomiadaments dels quals 154 afectaven a Santa Perpètua, que no van signar l'acord.
El febrer de 2014 la Generalitat de Catalunya fa un pacte amb la Direcció de Panrico per reduir a 103 els acomiadaments a Catalunya, però la plantilla finalment ho rebutja, amb la confiança que un jutge els donarà la raó. El maig de 2014 l'Audiència Nacional va frenar l'ERO en part, però no va aturar els 154 acomiadaments previstos a la fàbrica catalana. El 13 de juny de 2014 els treballadors van abandonar la vaga més llarga, que havia durat 244 dies, i al cap de pocs dies, el divendres 27 de juny, l'empresa va fer efectiu l'acomiadament de 133 persones. En total durant el procés de crisi es van acomiadar 468 persones.

### Adquisició per part de Bimbo
El pla de restructuració de l'empresa va donar fruits i el 2014 va presentar un resultat positiu de 13 milions d'euros ebitda (abans d'impostos i amortitzacions)
El juny de 2015, encara en mans del fons d'inversió Oaktree, es va anunciar que la planta de Santa Perpètua tornaria a fabricar el famós Bollycao. Poc després, el 20 de juny de 2015 es va fer pública la intenció de compra del 100% de la companyia per part de Bimbo, una altra empresa de brioixeria fundada per catalans però establerta a Mèxic, actualment propietat de Daniel Servitje. La venda depèn d'una auditoria prèvia.